# Jon Hiseman
Jon Hiseman, nome artístico de Philip John Hiseman (Woolwich, Londres, 21 de junho de 1944 – 12 de junho de 2018) foi um baterista britânico, produtor musical, engenheiro de áudio e editor de música, que tem trabalhado ativamente na indústria da música desde meados da década de 1960.

## Carreira

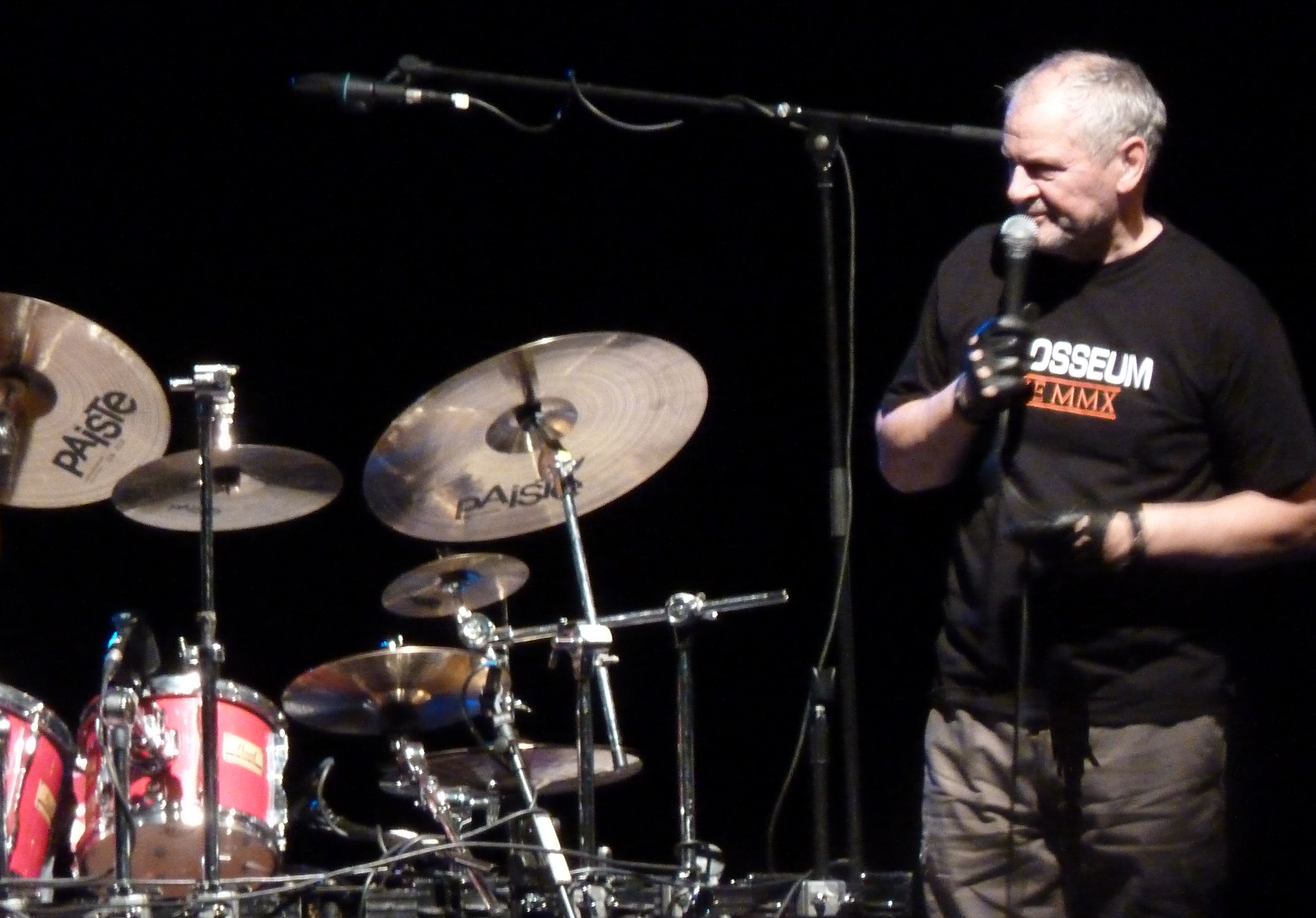
Jon Hiseman, em 2010

Estudou violino e piano desde cedo, começou a tocar bateria quando tinha 13 anos de idade. Em 1964, ele era membro fundador da New Jazz Orchestra. Ele formou uma nova banda, Tempest, que não foi um sucesso. Trabalhou com John Mayall, no qual formou o Colosseum, em 1968, uma banda de jazz-rock progressivo que incluía o saxofonista Dick Heckstall-Smith (1934–2004) e Dave Greenslade no piano elétrico. Colosseum atraiu muita atenção e foi um dos principais combos de jazz/rock do período. Hiseman retornou a carreira musical após o término da banda Colosseum no final de 1971, trabalhando com Jack Bruce, John Surman e Mick Taylor. Ele voltou a se reunir com seus antigos colegas da banda Colosseum em 1997.
Foi casado com a saxofonista Barbara Thompson de 1967 até 2018.

## Morte
Em maio de 2018, a família de Jon relatou que ele estava lutando com um tumor no cérebro. Ele morreu aos 73 anos em 12 de junho de 2018.